# Can Passallops
Can Passallops és una casa d'Amer (Selva) inclosa a l'Inventari del Patrimoni Arquitectònic de Catalunya.

## Descripció
És un immoble de tres plantes, entre mitgeres, cobert amb una teulada a dues aigües de vessants a façana. Està ubicat al costat dret del carrer Girona.
La façana principal, que dona al carrer Girona, està estructurada internament en dues crugies. La planta baixa destaca especialment pel gran portal d'accés quadrangular equipat amb una gran llinda monolítica de grans proporcions i muntants de pedra ben treballats i escairats.
En el primer pis trobem dues obertures: a la dreta una finestra rectangular coronada amb una llinda rústica de fusta. A l'esquerra una obertura rectangular amb llinda monolítica i muntants de pedra ben treballats i escairats, la qual és projectada com a balconada independent i equipada amb la seva barana de ferro forjat. Ara bé per les dimensions reduïdes d'aquesta, hauríem de parlar més d'ampit que no pas de barana, perquè no sobresurt gens respecte el pla horitzontal de la façana, ja que està totalment mancada de profunditat.
Al segon pis hi tenim dues obertures bastant irrellevants amb un petit ampit de ferro forjat a la part davantera. Pel que fa al treball de la forja aplicat tant a la barana del primer pis com als dos ampits del pis superior, és molt matusser i mancat de qualsevol tipus de gràcia compositiva.
Tanca la façana en la part superior un rafèc format per quatre fileres: la primera de rajola plana, la segona de rajola en punta de diamant, la tercera de rajola plana i la quarta de teula.
Remarcar a mode d'apunt, que la pedra té un gran protagonisme en tota la façana. Una pedra que la trobem present en dues modalitats: per una banda, les pedres fragmentades i els còdols de riu manipulats a cops de martell i lligades amb ciment o morter de calç. Mentre que per l'altra, la pedra sorrenca localitzada en les llindes i muntants tant del portal d'accés de la planta baixa com de la balconada i la finestra del primer pis.
La majoria d'edificis del carrer Girona comparteixen entre ells tota una sèrie de paral·lelismes compositius, estructurals i formals molt evidents. I és que en tots nou (vegeu Can Japic, Can Plana, Can Janic Casals, Can Cantí, Can Cisteller de Dalt, Ca l'Estarder, Can Pere de la Quimai Can Paradís) hi trobem tota una sèrie de trets comuns i similituds com ara la façana estructurada en dues crugies; la coberta prima, per sobre de tot, la projecció a dues aigües de vessants a façana -a excepció de Can Japic que la coberta és d'una sola aigua de vessant a façana; la majoria d'immobles consten de tres plantes - a excepció de Can Pere de la Quima que en té quatre-; proliferen per tota la façana un gran nombre de balconades equipades amb les seves respectives baranes de ferro forjat; el sistema d'obertures tendeix a ser el mateix, en el qual sobresurt el portal quadrangular d'accés equipat amb llinda monolítica i muntants de pedra ben treballats i escairats; la pedra sol tenir poc acta de presència en les façanes - a excepció de Can Passallops i Can Pere de la Quima en les façanes dels quals queda completament a la vista les pedres fragmentades i els còdols der riu- i la trobem concentrada específicament en les llindes, muntants i ampits de les diverses obertures; el tipus de pedra per excel·lència i que té més difusió és la pedra sorrenca, mentre que la pedra nomolítica o pedra calcària de Girona té poc protagonisme.

## Història
L'immoble ofereix a simple vista un bon estat de conservació, que es deuria segurament a les obres d'acondicionament i manteniment que se solen dur a terme en tots els edificis per tal d'assegurar la seva preservació. Unes obres que es van materialitzar a finals del segle passat aproximadament.
Comparant fotografies antigues, com ara la fitxa del Servei de Patrimoni núm. 26.517, amb fotografies actuals, s'arriba a la conclusió que l'edifici no només no ha experimentat cap canvi dràstic a nivell estructural o compositiu.
El carrer Girona, en el qual trobem inscrit aquest immoble, pertany a un dels barris més importants d'Amer com és el Pedreguet. Es tracta d'un barri emblemàtic que té en el carrer Girona un dels seus màxims exponents, com així ho acredita el fet de ser una de les principals artèries del nucli des de l'edat mitjana, com també ser l'eix vertebrador del barri.
En la fitxa original del Servei de Patrimoni núm. 26.517, l'immoble apareix denominat com "Habitatge al carrer Girona 229". Després de posar-nos en contacte amb l'erudit local Joan López Grau (arxiu fotogràfic d'Amer), aquest ens va proporcionar un calendari molt valuós que havia editat aquest any l'Ajuntament d'Amer, en el qual apareixia el nom popular de la majoria de cases del barri del Pedreguet, format entre molts altres carrers, pel carrer Girona. En el calendari sortia que l'immoble núm. 12 del carrer Girona, era conegut com a "Can Passallops".